# Kananga (település)

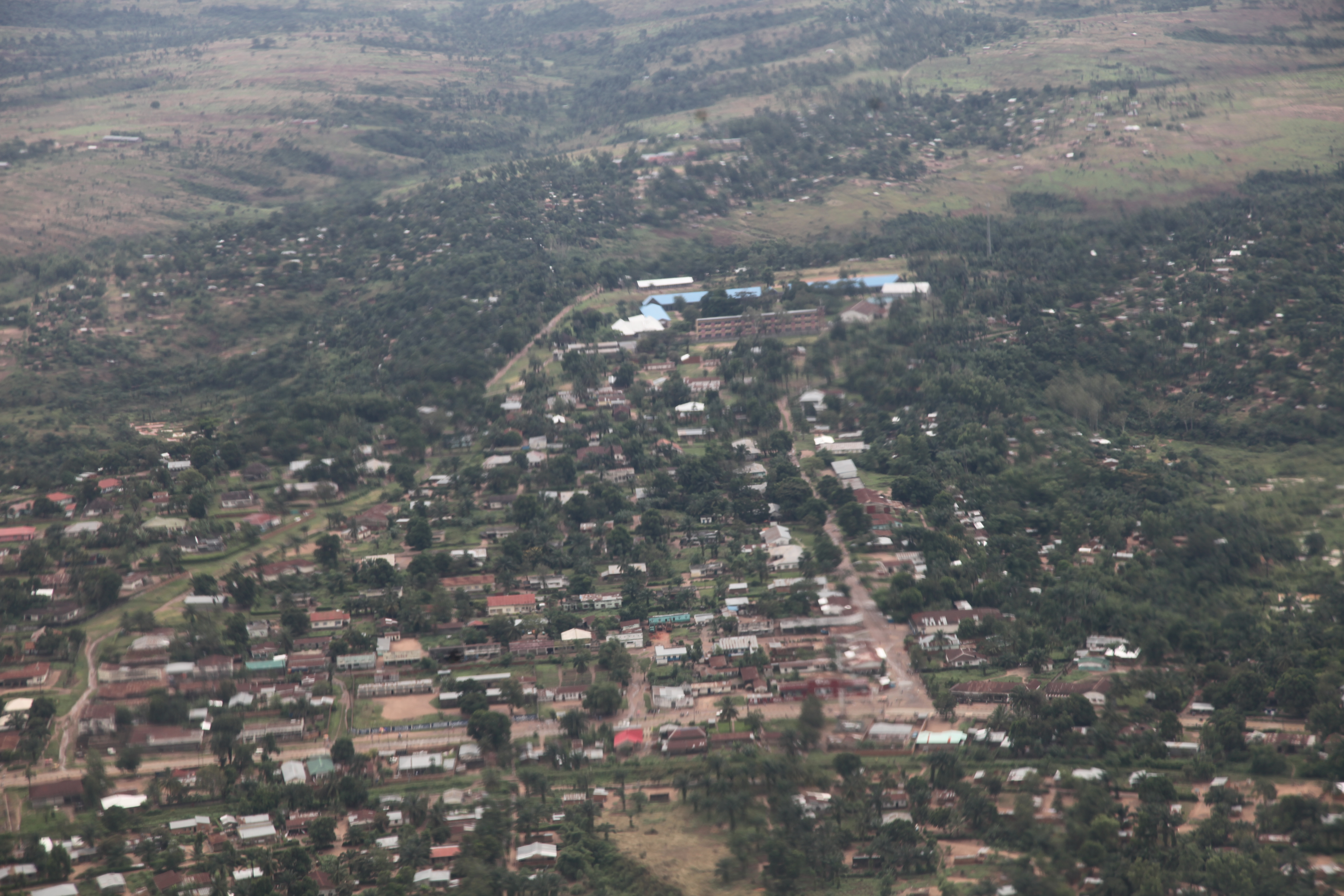
Kanangai utcakép

Kananga városa (korábbi nevén Luluabourg vagy Luluaburg) a Kongói Demokratikus Köztársaság Lulua tartományának fővárosa. A városnak és vonzáskörzetének lakossága 2004-ben 1 130 100 fő volt.
A város a Kasai folyó oldalágának a Lulua folyónak a partján fekszik, az Ilebo – Lubumbashi vasútvonal mentén. A város fontos üzleti és adminisztratív központ, repülőtere a Kananga Airport (IATA: KGA, ICAO: FZUA).

## Története
A várost elődjét, egy állomáshelyet Hermann Wissmann német felfedező alapította 1885-ben a Lulua folyó bal partján. Wissmann a helyet 400 teherhordója  javaslatára, akik az angolai Malanje városából származtak Malandjinek nevezte el. Később, amikor a folyó túlpartján megépült a vasút, az állomáshelyet a folyó túloldalára helyezték át, és a város a Lulua vasútállomásról kapta nevét, Luluabourgot. A régi állomáshelyet napjainkban is Malandji-Makulunak (öreg Malandjinak) hívják.
Az 1960-ban tartott Brüsszeli kerekasztalnál (az egykori Belga Kongó függetlenségi tárgyalásainak neve), úgy döntöttek, hogy az új állam fővárosa Kinshasából Kanangába (akkor még Luluabourg) helyezi át székhelyét, ez utóbbi központi fekvése miatt. A többszöri kedvezőtlen politikai fordulatok, különösen a Dél-Kasai tartomány Albert Kalonji által vezetett elszakadási kísérlete miatt, ennek a döntésnek soha nem szereztek érvényt. Amikor végül 1962-ben a központi kormány visszafoglalta Dél-Kasait, Luluabourg lett az új Nyugat-Kasai tartomány fővárosa.
Kananga (akkor még Luluabourg) volt az első kongói alkotmány megalkotásának helyszíne 1964-ben.
1966-ban Mobutu Sese Seko afrikanizálási törekvései során számos, európai hangzású várost átnevezett. Leopoldville-ből Kinshasa lett, Luluabourg új neve pedig Kananga lett.
A 2006-ban elfogadott alkotmány értelmében a Kongói Demokratikus Köztársaságot 25 tartományra, és Kinshasa fővárosi körzetre osztották fel. Nyugat-Kasai tartományt két új tartományra osztották. Az újonnan alakult Lulua tartomány fővárosa Kananga lett. Az alkotmány 2009. február 18-án lép hatályba
A helyiek a várost Kananga-Malandjinak vagy Kananga-Malandji wa Nshinganak hívják. Nshinga, azaz kábel, az Inga-Shaba nagyfeszültségű egyenáramú távvezetékre utal, mely Kanangán áthaladva az ország délkeleti tartományait az Inga vízerőművekkel köti össze.

## Gazdaság
A város fontos ipara a gyémántbányászat. A környéknek gazdag termőföldjei miatt jelentős a kukoricatermelése.